# Homogenes
Homogenes is een kevergeslacht uit de familie van de boktorren (Cerambycidae). De wetenschappelijke naam van het geslacht werd voor het eerst geldig gepubliceerd in 1862 door Thomson in Chevrolat.

## Soorten
Homogenes omvat de volgende soorten:
- Homogenes albolineatus (Buquet, 1844)
- Homogenes leprieurii (Buquet, 1844)
- Homogenes mimus Napp & Santos, 1997
- Homogenes rubrogaster Napp & Santos, 1997